# S'il y a des idées même des êtres individuels
Comment vient du premier ce qui est après le premier, et sur l'Un est le dix-huitième traité des Ennéades, et septième livre de la cinquième Ennéade qui traite de l'Intelligence, rédigé par Plotin. Celui-ci prend pour sujet le rapport des êtres individuels et de la participation, ainsi que le cas de la naissance des enfants.